# Joan Nicolaas Josef Heerkens
Joan Nicolaas Josef Heerkens (Zwolle, 22 juli 1807 - aldaar, 21 juni 1867) was een Nederlands politicus.

## Familie
Heerkens was een zoon van mr. Franciscus Philippus Antonius Heerkens (1780-1865), raadsheer in het Provinciaal Gerechtshof van Overijssel, en Maria Christina Rijseveld (1783-1823). Hij trouwde met Aleide Gijsberta van der Kun (1811-1885). Uit dit huwelijk werden vijf dochters en twee zoons geboren. Hij was grootvader van Eerste Kamerlid mr. Joan Nicolaas Jozef Eduard Heerkens Thijssen.

## Loopbaan
Heerkens studeerde Romeins en hedendaags recht aan de Groninger Hogeschool. Hij promoveerde in 1830 op zijn dissertatie "Over de Provinciale Staten en het aandeel dat aan hen volgens de toenmalige grondwet in het staatsbestuur toekomt". Hij werd vervolgens advocaat en procureur in zijn geboorteplaats. Hij was kantonrechter (1839-1859) en aansluitend raadsheer bij het Provinciaal Gerechtshof (1859-1866) in Zwolle. Daarnaast was hij onder andere secretaris en ontvanger van het dijkbestuur van Mastenbroek (1835-1859), schoolopziener (vanaf 1850) en lid van de Raad van Commissarissen van de Overijsselsche Kanaalmaatschappij (1860-1866).
Heerkens was actief in de politiek; hij werd gemeenteraadslid in Zwolle, lid van de Provinciale Staten van Overijssel (1846-1867) en werd door de Staten afgevaardigd als buitengewoon lid van de Tweede Kamer der Staten-Generaal voor de Grondwetsherziening van 1848. Hij voerde niet het woord in de Kamer en stemde vóór alle wetsvoorstellen tot herziening. Van 1850 tot 1865 was hij buitengewoon lid van de Gedeputeerde Staten van Overijssel.
Heerkens werd in 1859 benoemd tot ridder in de Orde van de Nederlandse Leeuw. Hij overleed in 1867, op 59-jarige leeftijd.
- Biografisch Portaal: 18049323
- Digitale Bibliotheek voor de Nederlandse Letteren: heer032
- International Standard Name Identifier: 0000 0003 9752 3395
- Nederlandse Thesaurus van Auteursnamen: 073224693
- Parlement.com: vg09llt74cuk
- Virtual International Authority File: 27448996
- WorldCat: E39PBJrckX6qmW39qrPVrWvmBP